# Guvernul Ion Gh. Maurer (5)
Guvernul Ion Gh. Maurer (5) a fost un consiliu de miniștri care a guvernat România în perioada 13 martie 1969 - 27 februarie 1974.

## Modificări în componența guvernului
- 19 august 1969 - S-a înființat Ministerul Transporturilor, prin contopirea Ministerului Căilor Ferate cu Ministerul Transporturilor Auto, Navale și Aeriene; fostul ministru Ion Baicu a fost revocat din funcție pentru "activitate nesatisfăcătoare"; ministrul Căilor Ferate, Florian Dănălache, fiind și el eliberat din funcție.

- 11 octombrie 1969 - Ministerul Economiei Forestiere a căpătat denumirea de Ministerul Industriei Lemnului.

- 11 octombrie 1969 - S-au înființat Ministerul Construcțiilor Industriale: Ministerul Industriei Materialelor de Construcții.

- 18 noiembrie 1969 - Consiliul Superior al Agriculturii s-a transformat în Ministerul Agriculturii și Silviculturii.

- 13 martie 1970 - S-a înființat Ministerul Industriei Miniere și Geologiei, prin comasarea Ministerului Minelor și a Comitetului de Stat pentru Geologie.

- 25 decembrie 1970 - S-a înființat Ministerul Turismului.

- 26 ianuarie 1971 - S-a înființat Ministerul Agriculturii, Industriei Alimentare, Silviculturii și Apelor. Ministrul secretar de stat pentru Agricultură, Președintele Consiliului Național al Apelor și șeful Departamentului Industriei Alimentare au devenit membri ai Consiliului de Miniștri.

- 1 aprilie 1971 - S-a înființat Ministerul Transporturilor și Telecomunicațiilor, prin contopirea Ministerului Transporturilor cu Ministerul Poștelor și Telecomunicațiilor.

- 1 aprilie 1971 - S-a înființat Ministerul Minelor, Petrolului și Geologiei, prin contopirea Ministerului Industriei Miniere și Geologiei și Ministerul Petrolului.

- 16 septembrie 1971 - A fost înființat Ministerul Aprovizionării Tehnico-Materiale și Controlului Gospodăririi Fondurilor Fixe.

- 16 septembrie 1971 - Comitetul de Stat pentru Cultură și Artă și-a schimbat denumirea în Consiliul Culturii și Educației Socialiste.

- 17 noiembrie 1971 - S-a înființat Ministerul Educației și Învățământului, care a preluat atribuțiunile Ministerului Învățământului.

- 25 ianuarie 1972 - A luat ființă Ministerul Economiei Forestiere și Materialelor de Construcții, prin fuziunea Ministerului Industriei Lemnului, Ministerului Industriei Materialelor de Construcții și Departamentului Silviculturii din cadrul Ministerului Agriculturii, Industriei Alimentare, Silviculturii și Apelor.

- 1 noiembrie 1972 - S-au înființat: Ministerul Industriei Construcțiilor de Mașini Grele și Ministerul Construcțiilor de Mașini-Unelte și Electrotehnicii.

- 1 noiembrie 1972 - Ministerul Forțelor Armate și-a schimbat denumirea în Ministerul Apărării Naționale.

## Componența
- Președintele Consiliului de Miniștri

Ion Gheorghe Maurer (13 martie 1969 - 27 februarie 1974)

### Vicepreședinți ai Consiliului de Miniștri
- Prim-vicepreședinte al Consiliului de Miniștri

Ilie Verdeț (13 martie 1969 - 27 februarie 1974)
- Vicepreședinte al Consiliului de Miniștri

Janos Fazekas (13 martie 1969 - 27 februarie 1974)
- Vicepreședinte al Consiliului de Miniștri

Leonte Răutu (13 martie 1969 - 28 februarie 1972)
Paul Niculescu-Mizil (28 februarie 1972 - 27 februarie 1974)
- Vicepreședinte al Consiliului de Miniștri

Iosif Banc (13 martie 1969 - 24 aprilie 1972)
- Vicepreședinte al Consiliului de Miniștri

Gheorghe Rădulescu (13 martie 1969 - 27 februarie 1974)
- Vicepreședinte al Consiliului de Miniștri

Emil Drăgănescu (13 martie 1969 - 27 februarie 1974)
- Vicepreședinte al Consiliului de Miniștri

Mihai Marinescu (13 martie 1969 - 27 februarie 1974)
- Vicepreședinte al Consiliului de Miniștri

Ion Pățan (13 martie 1969 - 27 februarie 1974)
- Vicepreședinte al Consiliului de Miniștri

Virgil Trofin (13 octombrie 1972 - 27 februarie 1974)
- Vicepreședinte al Consiliului de Miniștri

Manea Mănescu (13 octombrie 1972 - 27 februarie 1974)

### Miniștri
- Ministrul de interne

Cornel Onescu (13 martie 1969 - 24 aprilie 1972)
Ion Stănescu (24 aprilie 1972 - 17 martie 1973)
Emil Bobu (17 martie 1973 - 27 februarie 1974)
- Ministrul de externe

Corneliu Mănescu (13 martie 1969 - 23 octombrie 1972)
George Macovescu (23 octombrie 1972 - 27 februarie 1974)
- Ministrul justiției

Adrian Dumitriu (13 martie 1969 - 28 noiembrie 1970)
Teodor Vasiliu (28 noiembrie 1970 - 27 februarie 1974)
- Ministrul forțelor armate (la 1 noiembrie 1972 Ministerul Forțelor Armate și-a schimbat denumirea în Ministerul Apărării Naționale)

Ion Ioniță (13 martie 1969 - 27 februarie 1974)
- Președintele Comitetului de Stat al Planificării (cu rang de ministru)

Maxim Berghianu (13 martie 1969 - 13 octombrie 1972)
Manea Mănescu (13 octombrie 1972 - 27 februarie 1974)
- Ministrul finanțelor

Virgil Pârvu (13 martie - 19 august 1969)
Florea Dumitrescu (19 august 1969 - 27 februarie 1974)
- Ministerul industriei metalurgice

Neculai Agachi (13 martie 1969 - 27 februarie 1974)
- Ministrul industriei chimice

Alexandru Boabă (13 martie 1969 - 17 septembrie 1970)
Mihail Florescu (17 septembrie 1970 - 27 februarie 1974)
- Ministrul petrolului

Nicolae Toader (13 martie 1969 - 17 septembrie 1970)
Alexandru Boabă (17 septembrie 1970 - 1 aprilie 1971)
- Ministrul minelor (din 18 martie 1970 a purtat numele de ministrul industriei miniere și geologiei)

Bujor Almășan (13 martie 1969 - 1 aprilie 1971)
- Ministrul minelor, petrolului și geologiei

Bujor Almășan (1 aprilie 1971 - 27 februarie 1974)
- Ministrul energiei electrice

Octavian Groza (13 martie 1969 - 18 decembrie 1972)
Constantin Băbălău (18 decembrie 1972 - 27 februarie 1974)
- Ministrul construcțiilor

Dumitru Mosora (13 martie - 11 octombrie 1969)
- Ministrul industriei materialelor de construcții

Dumitru Mosora (11 octombrie 1969 - 28 noiembrie 1970)
Traian Ispas (28 noiembrie 1970 - 4 octombrie 1971)
- Ministrul economiei forestiere și materialelor de construcții

Vasile Patilineț (25 ianuarie 1972 - 27 februarie 1974)
- Ministrul construcțiilor pentru industria chimică și rafinării

Matei Ghigiu (13 martie - 11 octombrie 1969)
- Ministrul construcțiilor industriale

Matei Ghigiu (11 octombrie 1969 - 27 februarie 1974)
- Ministrul construcțiilor de mașini

Ioan Avram (13 martie 1969 - 1 noiembrie 1972)
- Ministrul industriei construcțiilor de mașini grele

Ioan Avram (1 noiembrie 1972 - 27 februarie 1974)
- Ministrul construcțiilor de mașini-unelte și electrotehnicii

Gheorghe Boldur (1 noiembrie 1972 - 10 mai 1973)
Virgil Octavian (10 mai 1973 - 27 februarie 1974)
- Ministrul industriei ușoare

Ion Crăciun (13 martie 1969 - 27 februarie 1974)
- Președintele Consiliului Superior al Agriculturii (desființat la 22 octombrie 1969)

Nicolae Giosan (13 martie - 22 octombrie 1969)
- Ministrul agriculturii și silviculturii (din 26 ianuarie 1971 a purtat denumirea de ministru al agriculturii, industriei alimentare, silviculturii și apelor)

Angelo Miculescu (18 noiembrie 1969 - 26 ianuarie 1971)
Iosif Banc (26 ianuarie 1971 - 24 aprilie 1972)
Angelo Miculescu (24 aprilie 1972 - 27 februarie 1974)
- Ministrul economiei forestiere (din 11 octombrie 1969 și-a schimbat denumirea în ministrul industriei lemnului)

Mihai Suder (13 martie 1969 - 25 ianuarie 1972)
- Ministrul industriei alimentare (din 26 ianuarie 1971 a purtat denumirea de șef al Departamentului Industriei Alimentare, cu rang de ministru secretar de stat)

Simion Bughici (13 martie - 26 iunie 1969)
Gheorghe Moldovan (26 iunie 1969 - 26 ianuarie 1971)
Ion Moldovan (26 ianuarie 1971 - 27 februarie 1974)
- Ministrul comerțului interior

Nicolae Bozdog (13 martie 1969 - 13 octombrie 1972)
Virgil Trofin (13 octombrie 1972 - 27 februarie 1974)
- Ministrul comerțului exterior

Gheorghe Cioară (13 martie - 30 aprilie 1969)
Cornel Burtică (30 aprilie 1969 - 28 februarie 1972)
Ion Pățan (28 februarie 1972 - 27 februarie 1974)
- Ministrul Aprovizionării Tehnico-Materiale și Controlului Gospodăririi Fondurilor Fixe

Mihai Marinescu (16 septembrie 1971 - 13 octombrie 1972)
Maxim Berghianu (13 octombrie 1972 - 27 februarie 1974)
- Ministrul căilor ferate

Florian Dănălache (13 martie - 19 august 1969)
- Ministrul transporturilor auto, navale și aeriene

Ion Baicu (13 martie - 19 august 1969)
- Ministrul transporturilor (din 1 aprilie 1971 ministru al transporturilor și telecomunicațiilor)

Pavel Ștefan (19 august 1969 - 11 februarie 1971)
Florian Dănălache (11 februarie 1971 - 13 octombrie 1972)
Emil Drăgănescu (13 octombrie 1972 - 27 februarie 1974)
- Ministrul poștelor și telecomunicațiilor

Mihai Bălănescu (13 martie 1969 - 1 aprilie 1971)
- Ministrul turismului

Ion Cosma (25 decembrie 1970 - 27 februarie 1974)
- Ministrul sănătății

Aurel Moga (13 martie - 5 iulie 1969)
Dan Enăchescu (5 iulie 1969 - 24 aprilie 1972)
Theodor Burghele (24 aprilie 1972 - 27 februarie 1974)
- Ministrul muncii

Petre Lupu (13 martie 1969 - 27 februarie 1974)
- Ministrul pentru Problemele Tineretului (în calitate de prim-secretar al C.C. al U.T.C.)

Ion Iliescu (13 martie 1969 - 17 martie 1971)
Dan Marțian (17 martie 1971 - 23 octombrie 1972)
Ion Traian Ștefănescu (23 octombrie 1972 - 27 februarie 1974)
- Ministrul învățământului (din 17 noiembrie 1971 a purtat denumirea de ministru al educației și învățământului)

Ștefan Bălan (13 martie - 19 august 1969)
Miron Constantinescu (19 august 1969 - 25 noiembrie 1970)
Mircea Malița (25 noiembrie 1970 - 13 octombrie 1972)
Paul Niculescu-Mizil (13 octombrie 1972 - 27 februarie 1974)

### Miniștri secretari de stat
- Președintele Consiliului Securității Statului (cu rang de ministru)

Ion Stănescu (13 martie 1969 - 24 aprilie 1972)
- Ministrul secretar de stat la Ministerul Economiei Forestiere și Materialelor de Construcții

Mihai Suder (25 ianuarie 1972 - 27 februarie 1974)
- Ministrul secretar de stat la Ministerul Industriei Chimice

Ilie Câșu (30 decembrie 1972 - 27 februarie 1974)
- Ministrul secretar de stat la Ministerul Construcțiilor de Mașini Grele

Traian Dudaș (18 decembrie 1972 - 27 februarie 1974)
- Ministru secretar de stat la Ministerul Comerțului Exterior

Nicolae M. Nicolae (28 februarie 1972 - 27 februarie 1974)
- Ministrul secretar de stat la Ministerul Agriculturii, Industriei Alimentare, Silviculturii și Apelor

Angelo Miculescu (26 ianuarie 1971 - 24 aprilie 1972)
Aldea Militaru (30 decembrie 1972 - 27 februarie 1974)
- Prim-vicepreședintele Consiliului Economic (cu rang de ministru)

Mihai Marinescu (13 octombrie 1972 - 27 februarie 1974)
- Președintele Comitetului de Stat pentru Cultură și Artă (cu rang de ministru) (din 16 septembrie 1971 poartă denumirea de președinte al Consiliului Culturii și Educației Socialiste)

Pompiliu Macovei (13 martie 1969 - 15 iulie 1971)
Dumitru Popescu (15 iulie 1971 - 27 februarie 1974)
- Președintele Consiliului Național al Cercetării Științifice (cu rang de ministru)

Nicolae Murguleț (13 martie - 19 august 1969)
Gheorghe Buzdugan (19 august 1969 - 17 septembrie 1970)
Gheorghe Cioară (17 septembrie 1970 - 27 februarie 1974)
- Prim-vicepreședintele Consiliului Național al Cercetării Științifice (cu rang de ministru secretar de stat)

Octavian Groza (18 decembrie 1972 - 27 februarie 1974)
- Președintele Comitetului pentru Problemele Administrației Locale (cu rang de ministru)

Petre Blajovici (13 martie 1969 - 27 februarie 1974)
- Prim-vicepreședintele Comitetului de Stat al Planificării (cu rang de ministru secretar de stat)

Gheorghe Cioară (30 aprilie 1969 - 15 mai 1972)
Emilian Dobrescu (15 mai - 18 decembrie 1972)
Nicolae Mihai (18 decembrie 1972 - 27 februarie 1974)
- Președintele Comitetului pentru Prețuri (cu rang de ministru)

Gheorghe Gaston Marin (13 martie 1969 - 27 februarie 1974)
- Președintele Consiliului Național al Apelor (cu rang de ministru)

Florin Ioan Iorgulescu (26 ianuarie 1971 - 27 februarie 1974)
- Președintele Comitetului de Stat pentru Energie Nucleară (cu rang de ministru)

Ioan Ursu (31 decembrie 1969 - 27 februarie 1974)
- Președintele Consiliului Central al Uniunii Generale a Sindicatelor din România (cu rang de ministru)

Virgil Trofin (17 noiembrie 1971 - 27 februarie 1974)
- Consilier la Consiliul de Stat (cu rang de ministru)

Horia Hulubei (31 decembrie 1969 - 27 februarie 1974)
- Inspector general de stat la Inspectoratul General de Stat pentru Controlul Calității Produselor (cu rang de ministru)

Dumitru Niculescu (21 iulie 1970 - 27 februarie 1974)

## Sursa
- Stelian Neagoe - "Istoria guvernelor României de la începuturi - 1859 până în zilele noastre - 1995" (Ed. Machiavelli, București, 1995)
- Rompres Arhivat în 11 februarie 2007, la Wayback Machine.

| Precedat(ă) de: Guvernul Ion Gh. Maurer (4) | Guvernul Ion Gh. Maurer (5) 13 martie 1969 - 27 februarie 1974 | Succedat(ă) de: Guvernul Manea Mănescu (1) |